# Aeroporto di Kristiansund-Kvernberget
L'Aeroporto di Kristiansund-Kvernberget (IATA: KSU, ICAO: ENKB) è un aeroporto norvegese che serve la città di Kristiansund, nella contea di Møre og Romsdal. L'aeroporto è situato a 3,7 km a est-sud-est dalla montagna Kvernberget e a 5 km a est dal centro di Kristiansund. Con 395.711 passeggeri nel 2013 l'aeroporto è il 12º in Norvegia per numero di passeggeri, ed è molto importante come eliporto a servizio delle piattaforme petrolifere del medio mar di Norvegia.

## Storia
L'aeroporto fu aperto nel 1970 per servire la parte settentrionale della contea di Møre og Romsdal. Tuttavia, nel 1972 la città di Molde aprì il proprio aeroporto a soli 60 km da Kristiansund.
L'aeroporto di Kristiansund fu inizialmente servito dalla compagnia Braathens finché questa si fuse con la Scandinavian Airlines per formare la SAS Braathens nel 2005.
Nel 2006 il terminal fu ingrandito, con la costruzione di un nuovo duty-free. Nel 2011 la pista d'atterraggio fu allungata a 2.000 m dagli 1.840 m iniziali.

## Caratteristiche
L'aeroporto è situato a 62 m slm ed è dotato di una sola pista di atterraggio 2.000x45 m con direzione 07/25.

### Eliporto
L'eliporto di Kristiansund opera numerosi voli verso le piattaforme petrolifere nel mar di Norvegia.